# نیکی هیتون
نیکی هیتون (انگلیسی: Niykee Heaton؛ زادهٔ ۴ دسامبر ۱۹۹۴) خواننده، آهنگساز، ترانه‌سرا، و خواننده-ترانه‌سرا اهل ایالات متحده آمریکا است.